# قورس إفريقي
قورس أفريقي (الاسم العلمي: Coris cuvieri) (بالإنجليزية: African coris)‏ هو نوع من الأسماك يتبع جنس القورس من الفصيلة اللبروسية.